# Larissa Riquelme
Larissa Riquelme, celým jménem Larissa Mabel Riquelme Frutosová (narozená 22. února 1985) je paraguayská modelka a herečka městského divadla v Asunciónu. Je jednou z nejlépe placených modelek v Paraguayi.

## Životopis
V Paraguayi známá modelka vstoupila v mezinárodní známost během Mistrovství světa ve fotbale 2010. Tato fanynka paraguayské fotbalové reprezentace a klubu Cerro Porteño byla poprvé zobrazena v mezinárodních médiích jak slaví gól v zápase Paraguaye se Slovenskem se svým mobilem Nokia mezi prsy v tričku v paraguayských barvách jako součást propagace tohoto výrobku. Je také tváří značky deodorantů Axe v Paraguayi. Poté se stala jednou z nejhledanějších osob na internetu a byla nazvána španělským sportovním deníkem přítelkyní světového šampionátu ve fotbale ("World Cup's Girlfriend") a také se o ní psalo jako o nejoblíbenější fanynce Mistrovství světa ve fotbale v roce 2010. Poté, co vešlo ve známost, že argentinský trenér Diego Maradona slíbil běžet nahý přes Buenos Aires, když Argentina zvítězí v tomto mistrovství, Riquelme kontrovala slibem běžet nahá pomalovaná barvami Paraguaye přes Asunción, když Paraguay zvítězí ve čtvrtfinále nad Španělskem. Ani jeden však nemusel svůj slib splnit.
V roce 2011 učinila podobnou nabídku týkající se přeběhnutí fotbalového hřiště pro případ, že by Paraguay zvítězila v poháru Copa América 2011, nicméně finálový zápas prohrála 0:3 s Uruguay.
Kromě modelingu a herectví také účinkovala v Bailando por un Sueño, což je argentinská verze StarDance ...když hvězdy tančí.

## Osobní život
V roce 2013 vešlo ve známost, že chodí se záložníkem River Plate Jonathanem Fabbrem.